# Aias
Les Aias són un grup d'indie pop-noise pop nascut a Barcelona l'any 2009 que canten en català. L'estil recorda a altres grups de l'onada "noise" americana com Best Coast, Dum Dum Girls o Vivian Girls. Tenen contracte signat amb la discogràfica Captured Tracks i han tret a la venda un senzill "Aias/Canvis" i l'àlbum "A la Piscina", editat a Espanya per El Genio Equivocado.

## Història
El grup va començar el 2009 amb la Laia i la Gaia com un grup d'una festa d'aniversari per a uns amics seus anomenant-se amb les lletres comunes dels seus noms "AIA"s. Llavors van començar a tocar per lleure i escriure cançons sobre coses que els passava en la vida quotidiana, poc després se'ls uniria la Míriam. Llavors la discogràfica "Captured Tracks" es van posar en contacte amb elles per les cançons penjades al seu myspace i avançat l'any 2010 va sortir al mercat el seu primer senzill Aias/Canvis i poc després el seu disc llarg A la Piscina. Han tingut gran repercussió en la premsa musical americana i anglesa com Pitchfork Media i el NME.

## Membres
- Laia Aubia - Veus i bateria
- Gaia Bihr - Veus i guitarra
- Míriam Garcia - Veus i baix

## Discografia
- Aias/Canvis (7") 2010. Captured Tracks
- A la Piscina (LP) Setembre de 2010. Captured Tracks